# Fuxerna landskommun
Fuxerna landskommun var en tidigare kommun i dåvarande Älvsborgs län.

## Administrativ historik
Kommunen bildades  i Fuxerna socken i Flundre härad i Västergötland när 1862 års kommunalförordningar trädde i kraft.  
Lilla Edets municipalsamhälle inrättas i kommunen 31 januari 1890.
1951 ombildades kommunen den till Lilla Edets köping som 1971 uppgick i Lilla Edets kommun. 

## Politik

### Mandatfördelning i Fuxerna landskommun 1938-1946
| 2 | 17 | 1 | 3 |

| 21 |

| 2 | 17 | 1 | 3 |

| 21 |

| 4 | 15 | 1 | 3 |

| 22 |